# Strzelectwo na Letnich Igrzyskach Olimpijskich 1912 – trap
Trap mężczyzn był jedną konkurencji strzeleckich rozgrywanych podczas V Letnich Igrzysk Olimpijskich w Sztokholmie w 1912. Zawody odbyły się w dniach 2 – 4 lipca na stadionie Råsunda, w Solnie. Złoty medal zdobył Amerykanin James Graham.

## Wyniki
| Pozycja | Zawodnik                         | Wynik |
| ------- | -------------------------------- | ----- |
| 1       | James Graham                     | 96    |
| 2       | Alfred Goeldel-Bronikoven        | 94    |
| 3       | Haralds Blaus                    | 91    |
| 4       | Harry Humby                      | 88    |
| 4       | Albert Preuß                     | 88    |
| 4       | Anastasios Metaksas              | 88    |
| 4       | Franz von Zedlitz und Leipe      | 88    |
| 4       | Adolf Schnitt                    | 88    |
| 9       | Emile Jurgens                    | 87    |
| 9       | Ralph Spotts                     | 87    |
| 9       | Edward Gleason                   | 87    |
| 12      | Erland Koch                      | 86    |
| 12      | Karl Fazer                       | 86    |
| 12      | Horst Goeldel-Bronikoven         | 86    |
| 12      | Frank Hall                       | 86    |
| 16      | William Grosvenor                | 85    |
| 17      | Robert Hutcheson                 | 84    |
| 17      | Erich von Bernstorff-Gyldensteen | 84    |
| 17      | John Butt                        | 84    |
| 17      | Åke Lundeberg                    | 84    |
| 21      | Charles Palmer                   | 82    |
| 21      | Alfred Swahn                     | 82    |
| 23      | Leonardus Syttin                 | 81    |
| 23      | Frantz Rosenberg                 | 81    |
| 25      | Hans Lüttich                     | 77    |
| 25      | Charles de Jaubert               | 77    |
| 27      | André Fleury                     | 74    |
| 27      | Carsten Henrik Bruun             | 74    |
| 29      | Henri de Castex                  | 38    |
| 29      | Robert Huber                     | 38    |
| 29      | Hjalmar Frisell                  | 38    |
| 29      | Emil Collan                      | 38    |
| 29      | George Whitaker                  | 38    |
| 34      | Victor Wallenberg                | 37    |
| 35      | Georges de Crequi-Montfort       | 36    |
| 35      | Walter Bodneck                   | 36    |
| 35      | Daniel McMahon                   | 36    |
| 38      | Edward Benedicks                 | 34    |
| 39      | George Pinchard                  | 33    |
| 40      | Johan Ekman                      | 31    |
| 41      | Édouard Creuzé de Lesser         | 14    |
| 41      | Charles Billings                 | 14    |
| 41      | Herman Eriksson                  | 14    |
| 41      | John Hendrickson                 | 14    |
| 45      | James Kenyon                     | 13    |
| 45      | William Davies                   | 13    |
| 45      | Edvard Bacher                    | 13    |
| 45      | René Texier                      | 13    |
| 45      | Alexander Maunder                | 13    |
| 45      | Carl Nyberg                      | 13    |
| 51      | Henri le Marié                   | 12    |
| 51      | Pawieł Lieth                     | 12    |
| 53      | Alfred Black                     | 11    |
| 53      | Emil Fabritius                   | 11    |
| 53      | Boris Pertel                     | 11    |
| 56      | John Goodwin                     | 10    |
| 56      | Oscar Swahn                      | 10    |
| 56      | Otto Bökman                      | 10    |
| 56      | Carl Wollert                     | 10    |
| 56      | Nils Klein                       | 10    |
| 61      | Alfred Stabell                   | 3     |